# Нехай цвіте Іван-чай
«Нехай цвіте Іван-чай» — радянський двосерійний телефільм 1984 року, знятий режисером Глібом Селянином на Ленінградському телебаченні.

## Сюжет
Зворушлива історія про дружбу хлопців, які допомагають зустрітися після майже півстолітньої розлуки двом одиноким старим.

## У ролях
- Сніжана Міхельсон — Олена Ворожева
- Олег Айсін — Альоша Нечаєв
- Олексій Коробейніков — Вітя Клочиков
- Олена Юнгер — Олександра Петрівна Верьовкіна, «Графіня», сусідка Віті
- Марина Старих — мама Альоші
- Костянтин Адашевський — дідусь Олени
- Віктор Михайлов — тато Альоші
- Галина Дунаєва — Ірина Вікторівна, шкільний лікар
- Людмила Жукова — вчителька
- Олена Рахленко — Олена Борисівна, вчителька
- Юхим Кам'янецький — відвідувач Ботанічного саду
- Яків Медведовський — керівник ансамблю
- Сергій Паршин — міліціонер
- Сергій Лосєв — фотограф
- Анна Алексахіна — знайома батька Альоші
- Адольф Шестаков — відвідувач кафе

## Знімальна група
- Режисер — Гліб Селянин
- Сценарист — Микола Федоров
- Оператор — Андрій Гусак
- Композитор — Ігор Цвєтков
- Художник — Ніна Голубєва